# Кизилтаське
Кизилта́ське (каз. Қызылтас) — село у складі Осакаровського району Карагандинської області Казахстану. Входить до складу Жансаринського сільського округу.
Населення — 80 осіб (2021; 197 у 2009, 246 у 1999, 252 у 1989).
Національний склад станом на 1989 рік:
- казахи — 100 %.